# 京都河原町駅
京都河原町駅（きょうとかわらまちえき）は、京都府京都市下京区四条通河原町西入ル真町にある、阪急電鉄京都本線の駅。駅番号はHK-86。

## 概要
阪急京都線の終着で、1963年に大宮駅から延伸開業した。京都市最大の繁華街である四条河原町に位置しており、鴨川にかかる四条大橋を渡った東側には京阪本線の祇園四条駅と祇園の歓楽街が位置している。開業当初より駅名は河原町駅だったが、2019年10月1日に、国内外の観光客にとって当駅が京都市の中心部に位置することをより分かりやすくするため現在の駅名に改称された。一方で車内放送や各駅の案内放送では従前より「京都河原町（駅）」と呼称しており、改称後も変更はない（一時期のみ、単に「河原町（駅）」と称していた時期があった）。
駅は四条通と河原町通が交わる四条河原町交差点の直下に位置することから「四条河原町駅」と呼ばれることもある。かつては百貨店の四条河原町阪急と地下で直結していたが、現在は閉店した。交差点の南東に面する『京都住友ビル（住友不動産京都ビル）』（四条河原町阪急→京都マルイ→京都河原町ガーデン）、同北東に面する『コトクロス阪急河原町』、同南西に面する髙島屋京都店の各ビルに入口があり、髙島屋以外の外壁には「阪急河原町駅」と掲出されている。髙島屋側の入口には案内看板が設置されている。
西隣の烏丸駅とは、直上を走る四条通の真下を貫く地下道で連絡しており、徒歩10分ほどでたどり着ける（両駅間の営業キロは0.9km）。この通りは「地下街」ではなく、構内には両駅の売店や「ごあんないカウンター」（当駅のみ）、それに地上へと抜ける連絡階段程度しかない。ただし、四条通沿いに立地する各百貨店へは地下道内に面する出入口や連絡階段を通って出入りできる。
当駅は阪急では最東端の駅である。

### 接続する鉄道路線
- 京阪電気鉄道
  - 京阪本線 - 祇園四条駅

定期券のみ連絡運輸がある。
駅東方、鴨川を挟んだ向かい側にあり、当駅と連絡している。乗り換えは一度地上に出て、四条大橋を渡る。2019年頃までは当駅・祇園四条駅ともに、連絡通路に相手方の駅の発車時刻表を掲出して便宜を図っていたが、2023年現在では撤去されている。

## 駅名について
地元の住民は、当駅付近一帯を呼称する時にはあくまでも四条通と河原町通の交差点名である「四条河原町」と呼ぶことが多く、市バスの四条河原町のバス停が無数にある事から、ここを指す地名として「河原町」や「（阪急）河原町駅前」と呼ぶことはほとんどない。京都市民の感覚としては、「河原町」はあくまでも通り名である。その一方で、観光ガイドブックやグルメガイドなどで「河原町エリア」などといった用法で、この付近一帯を指す名称として「河原町」が用いられることが多い。京都市外に住む人々のほか、京都市民でも中心部以外（特に西京区など阪急沿線）の住民も通り名ではなく当駅付近一帯を「河原町」と呼ぶことが少なくない。
これは四条烏丸や四条大宮でもほぼ同様である。これらの場所では、バス停の名称も「○○駅（前）」とはなっておらず、前記の各交差点名がバス停の名称となっている。一方、京都駅前や二条駅前は「○○駅（前）」がバス停の名称であり、地元の住民も「京都駅（前）」などと呼ぶ。
なお、当駅の駅名に「四条」が冠されていないのは、京都市内において京都線が四条通の直下を走っているためとされる（同様に烏丸通直下を走る京都市営地下鉄烏丸線も東西線との乗換駅である烏丸御池駅を除いて「烏丸」が冠されていない）。ただし、縦書き漢字表記だった開業当初の駅名標には「河原町」の右上に小さく「四条」と書かれていた。
2013年下期に阪急京都本線に西山天王山駅が開業することから、これに合わせたタイミングで他のいくつかの駅とともに、駅名を改称しようという動きもあった。阪急は都市名を冠した「京都河原町駅」への改称を推すのに対し、地元の商業団体である四条繁栄会商店街振興組合が地域名称である「四条河原町駅」を推したため、議論がまとまらず、商店街側の意見を踏まえて同駅名の改称については当面の間見送られていた。そして、2019年10月1日に外国人観光客の利用者が増える中、大阪市の中心部であることを分かりやすくすることを狙いに、阪急・阪神の梅田駅を「大阪梅田駅」に変更。それと同時に阪急は京都市の中心部であることを分かりやすくする狙いとして、10月1日から「京都河原町駅」（きょうとかわらまち）に変更した。

## 歴史
- 1963年（昭和38年）6月17日：京都本線が大宮駅から当駅まで延伸し開業する[6]。
- 1973年（昭和48年）10月28日：自動改札機を設置し、供用開始[11]。
- 1976年（昭和51年)：阪急電鉄で初めてフラップ式発車標を設置[12]。
- 1982年（昭和57年）8月20日：2号線ホームを延伸する[13]。
- 2013年（平成25年）
  - 3月27日：中央改札口をリニューアル。「阪急京都 観光案内所」を開設[14]。
  - 12月21日：駅ナンバリングが導入され、使用を開始[15][16]。
- 2019年（令和元年）10月1日：駅名を「京都河原町」に改称[3][4]。
- 2021年（令和3年）11月30日：この日をもって定期券売り場が営業を終了[17]。

## 駅構造
島式1面3線のホームを有する地下駅。3号線の大阪（梅田）方に切り欠き式の2号線が設けられている。
改札口は東改札と中央改札の2か所がある。かつてはそれに加え、2号線ホームに直結する西改札もあったが、2001年3月18日からは日中のみ使用され、2007年3月17日のダイヤ改正前日（3月16日）をもって閉鎖された。
トイレはホームの東端にあり、多機能タイプも併設されている。
駅長配置駅であり、当駅から西向日駅までと、嵐山線の各駅を管理している。

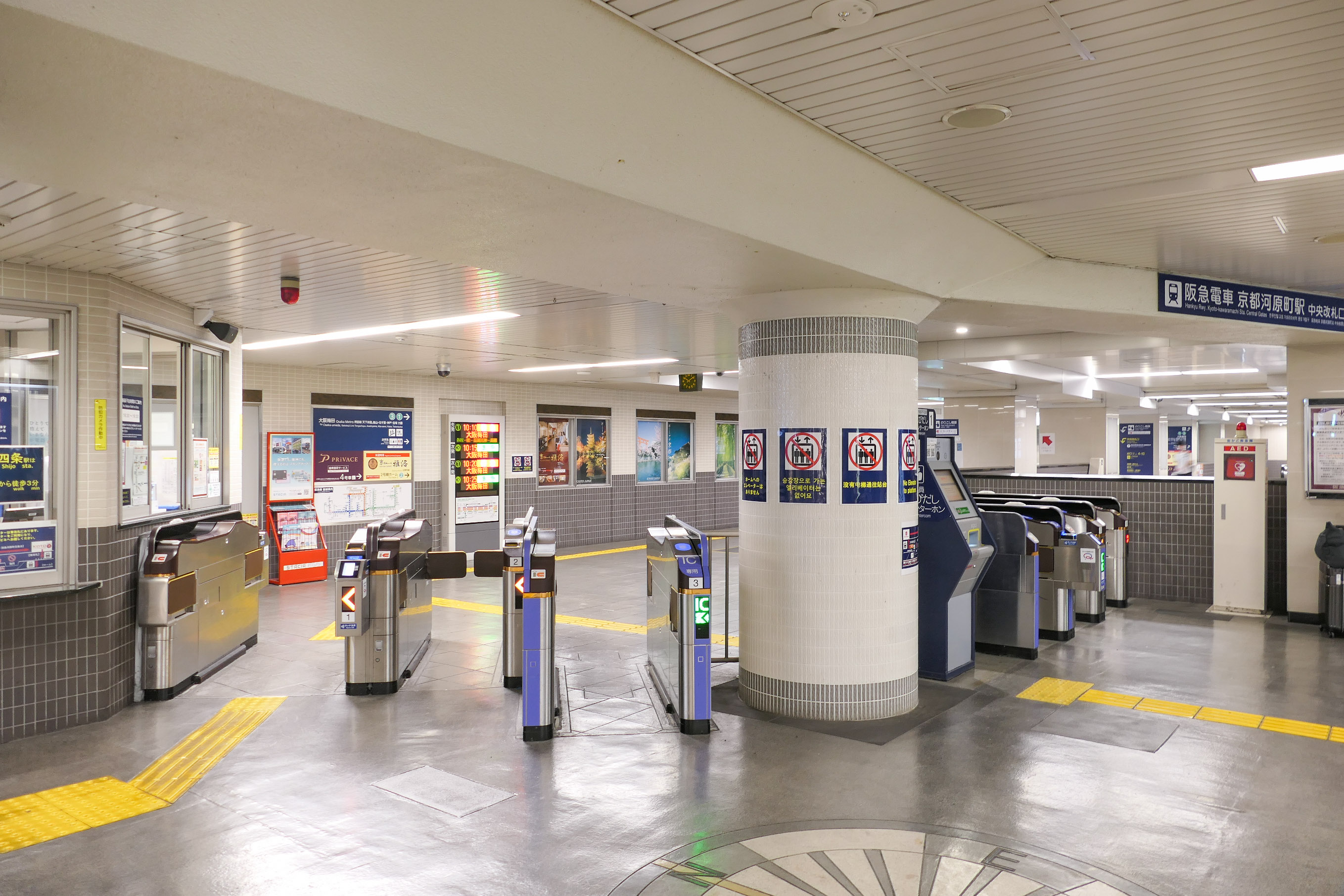
中央改札口
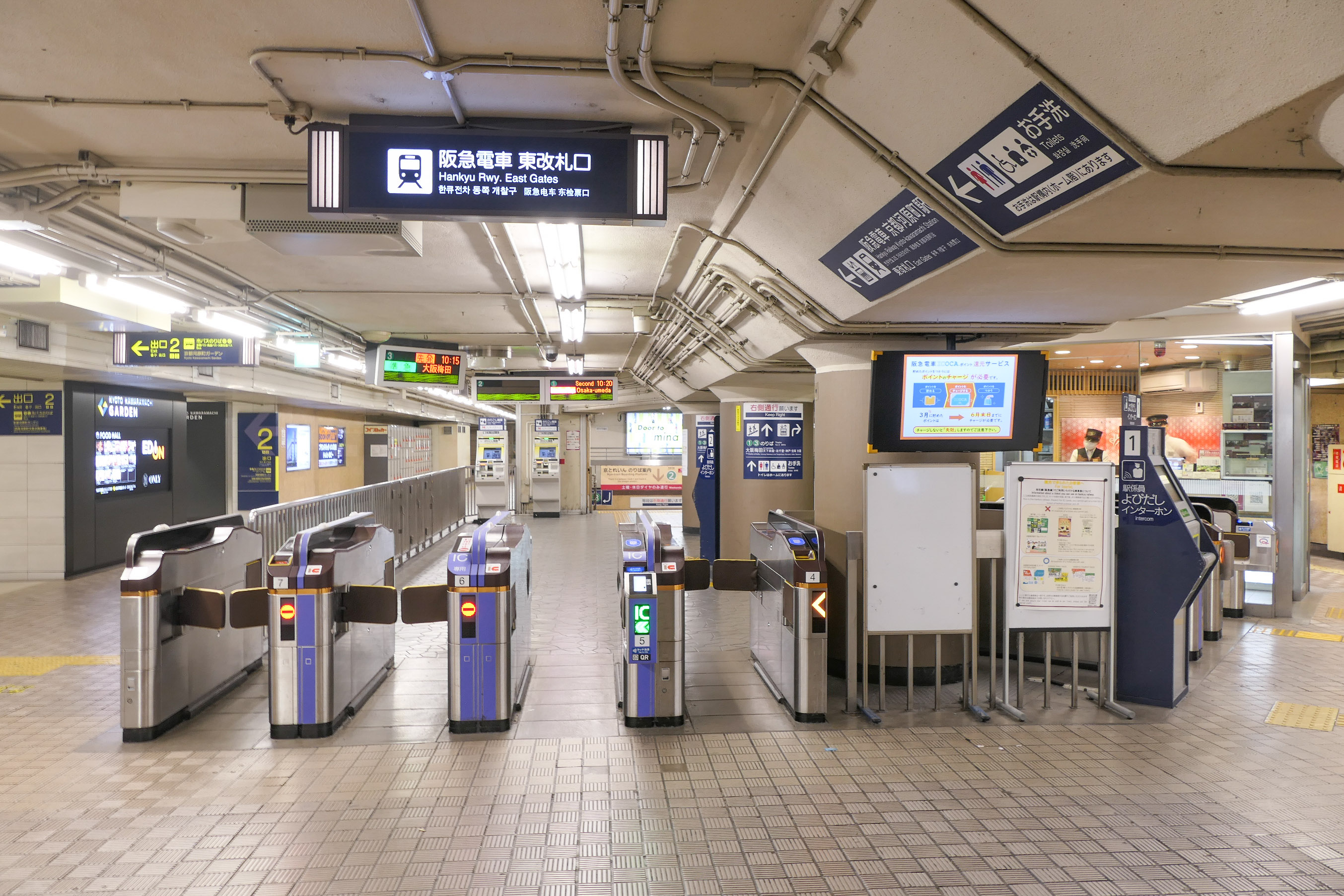
東改札口
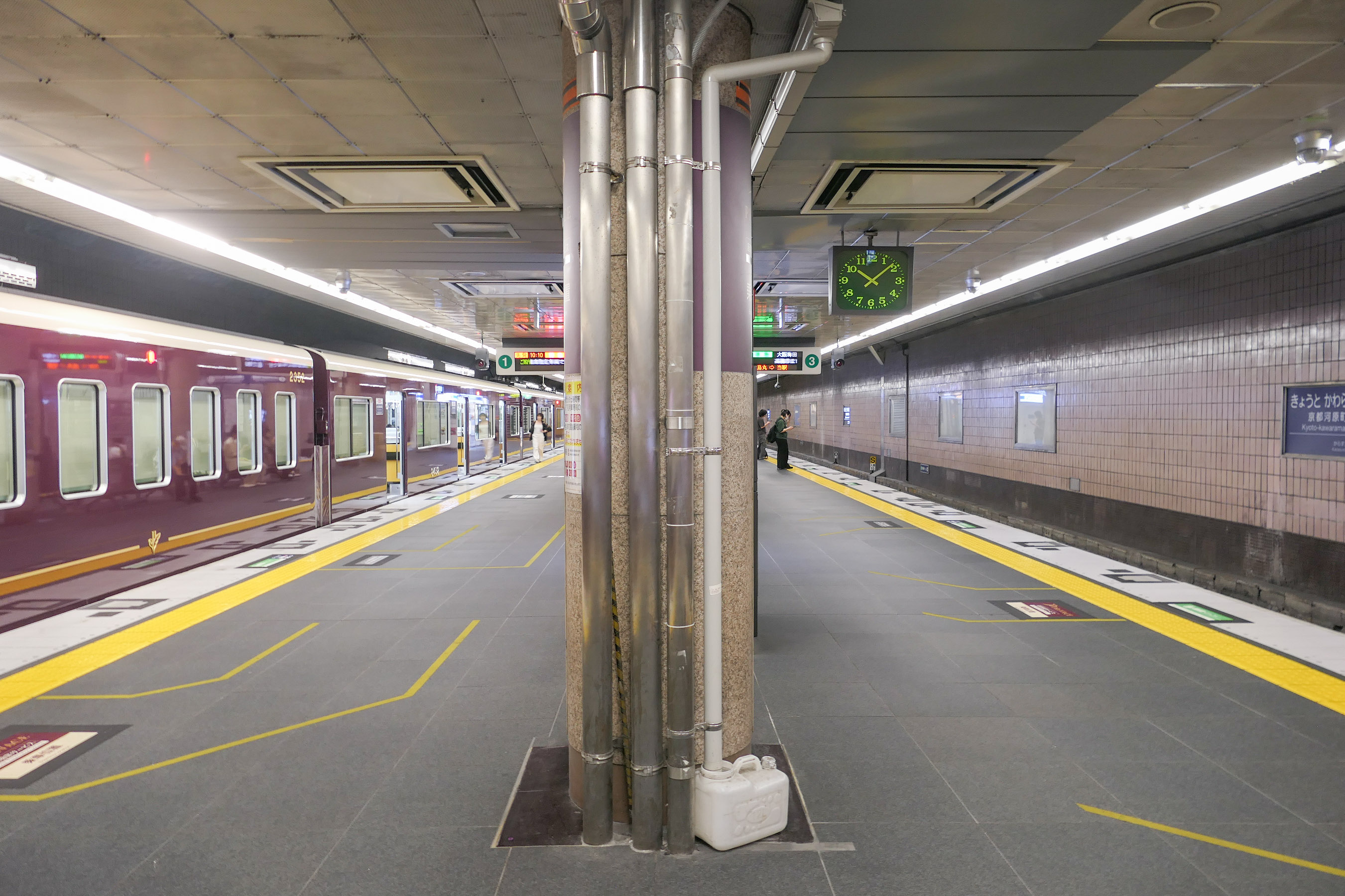
1・3号線ホーム
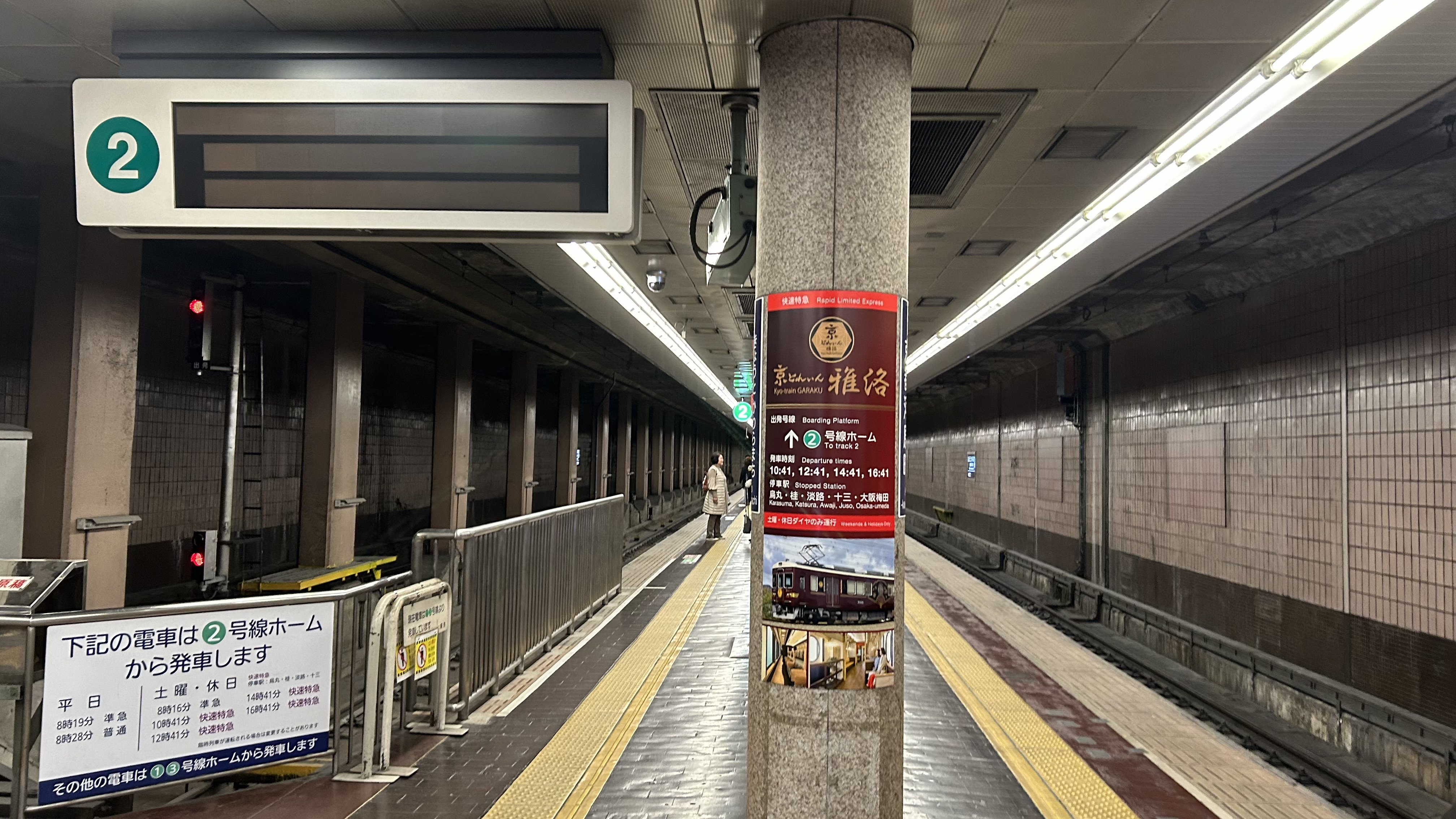
2号線ホーム
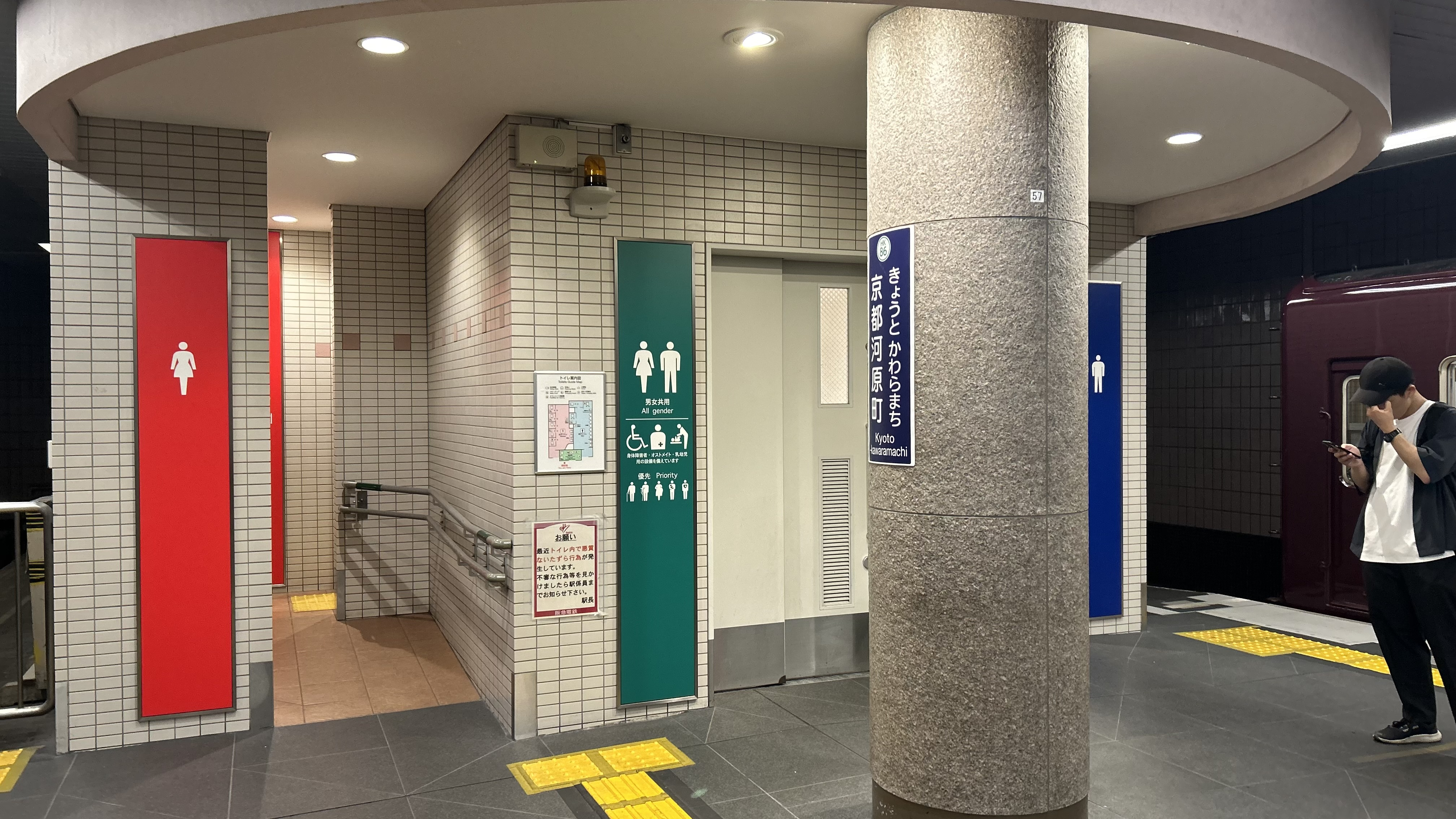
トイレ
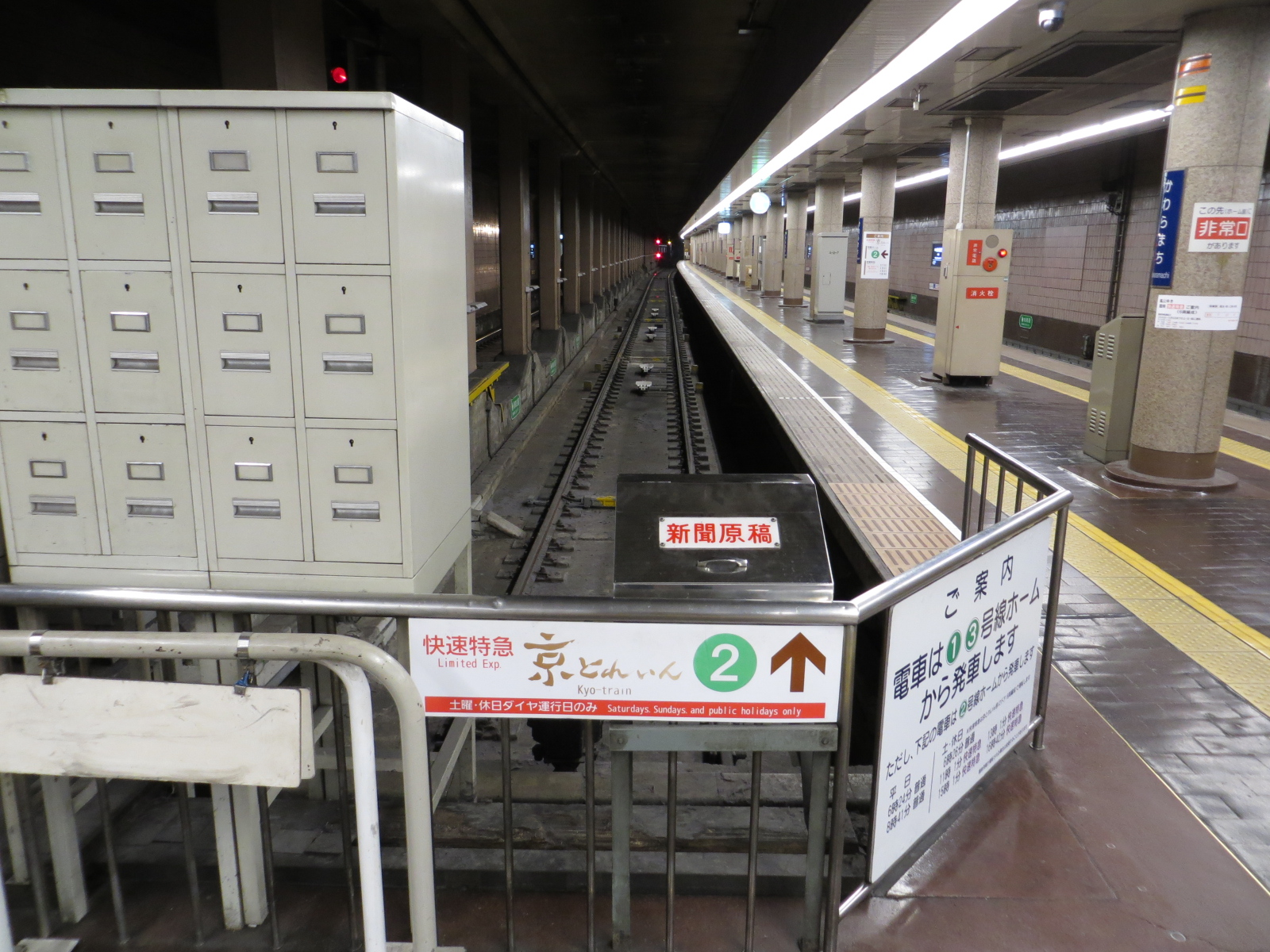
2016年時点も2番ホームに残る「新聞原稿」入れ（かつて京都支社の記者が入れた原稿が、編集局のある大阪方面・梅田駅へ電車輸送された[22]）
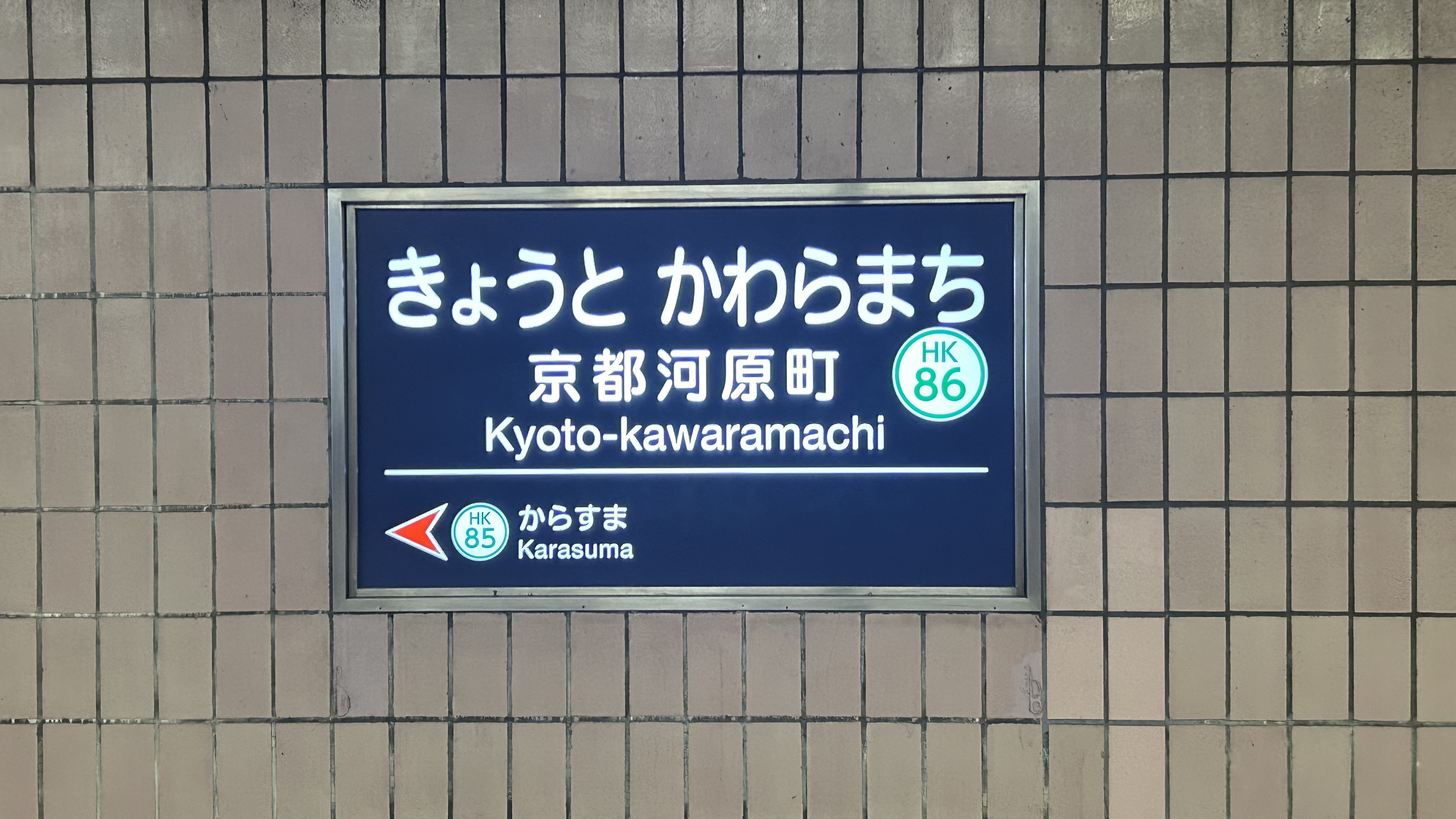
駅名標

### のりば
| 号線 | 路線      | 行先                                                                             | 主な発車種別                                                       |
| ---- | --------- | -------------------------------------------------------------------------------- | ------------------------------------------------------------------ |
| 1    | ■京都本線 | 桂・高槻市・茨木市・淡路・十三・大阪梅田・天下茶屋・北千里・嵐山・神戸・宝塚方面 | 特急・通勤特急・準特急・急行                                       |
| 2    | ■京都本線 | 桂・高槻市・茨木市・淡路・十三・大阪梅田・天下茶屋・北千里・嵐山・神戸・宝塚方面 | 普通（朝の数本のみ）・快速特急（土曜休日ダイヤのみ）朝のみ降車専用 |
| 3    | ■京都本線 | 桂・高槻市・茨木市・淡路・十三・大阪梅田・天下茶屋・北千里・嵐山・神戸・宝塚方面 | 準急・普通                                                         |

各ホームの有効長は、1号線が10両分、2号線が7両分、3号線が8両分。この内最も長い1号線は、かつて中央でホームを分離し、2つのホームとして使用していた時代があった（京阪本線の淀屋橋駅と同様）。長編成化に伴い、この扱いは廃止されている。
通常は1号線と3号線を使用し、日中は特急が1号線から、準急が3号線から発車している。2号線は平日朝の普通2本（7両編成で運転）、土休日の朝の普通1本と日中の快速特急が使用する。また、平日ダイヤは朝に、土休日ダイヤは夕方に当駅止まりとして入線し、降車用として使われることもある(前者は折り返し回送、後者はそのまま夜間滞泊)。なお、2022年12月17日のダイヤ改正まで運行されていた快速急行（現：準特急）のうち、平日朝に一部存在した10両編成の列車は1号線に発着し、このうち3便目（7時46分発）は当駅で前2両の増結作業を行っていた。2号線は列車が来ない時間帯や、夜間滞泊便の到着後は柵が置かれて立ち入り禁止となる。
2001年3月のダイヤ改正までの発車ホームは、原則として1号線が特急と朝ラッシュ時の急行、2号線が快速（現在の「快速」とは異なる）と普通、3号線が急行だった。2号線は2007年のダイヤ改正まではラッシュ時の普通数本、同改正からは普通1本（および嵐山行きの臨時特急）のみが発着していた。その後、2011年のダイヤ改正で快速特急「京とれいん」の設定により、土休日ダイヤに限り日中の2号線発着が復活している。
朝夕の折り返し列車のうち、平日ダイヤの通勤特急・準特急、土休日ダイヤの特急は乗客を降ろした後、一旦扉を閉めて車内整理・座席転換作業を行う。2017年頃から、該当列車では到着前と到着時に車内整理に関する自動放送が流れるようになった。

### 配線図

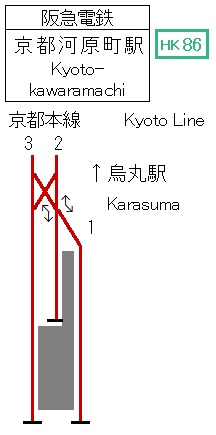
配線図

### 出入口
当駅には出口番号が設定されており、1番から12番まである。ただし、7番出入口は存在しない。

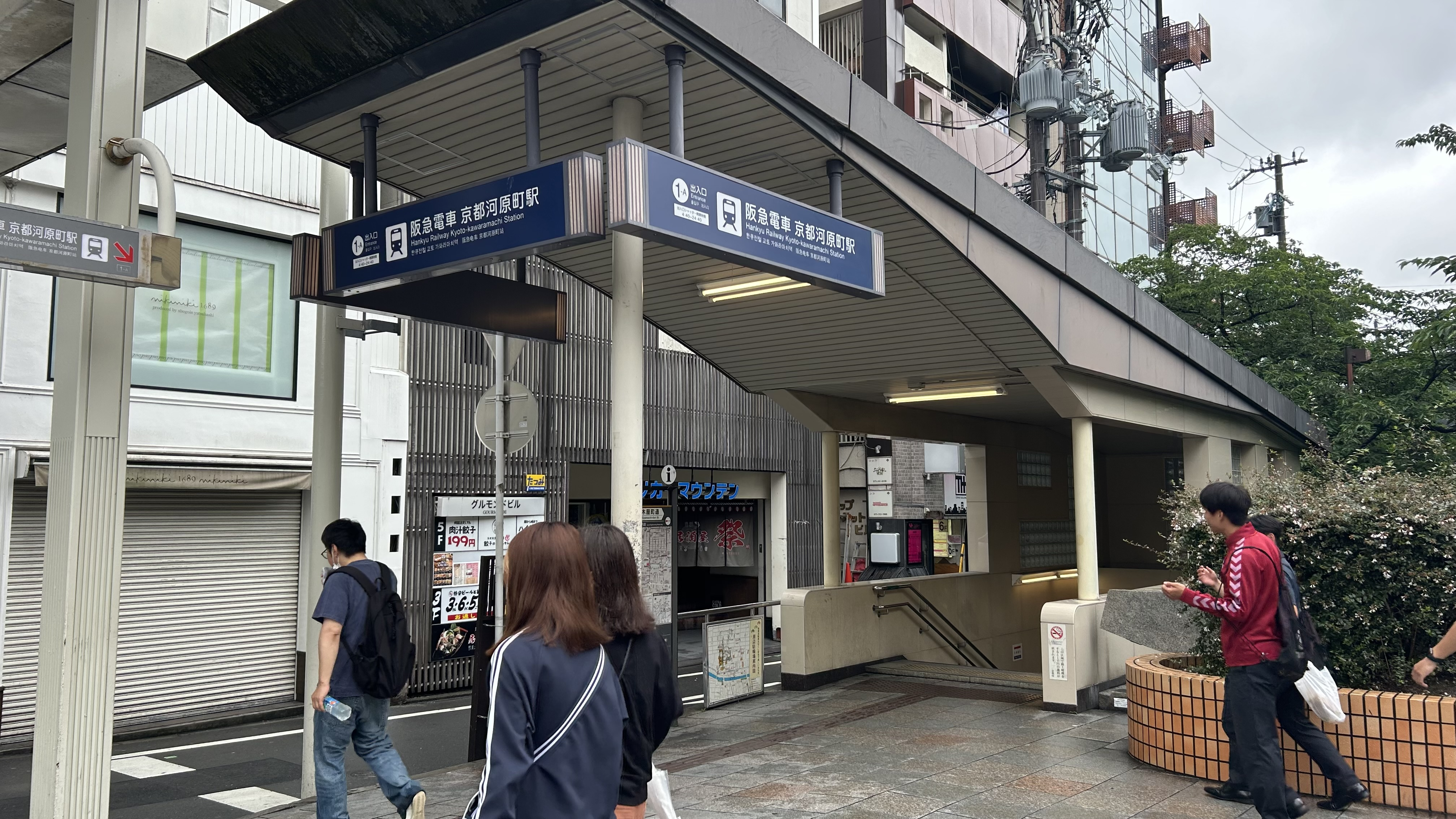
1A出入口
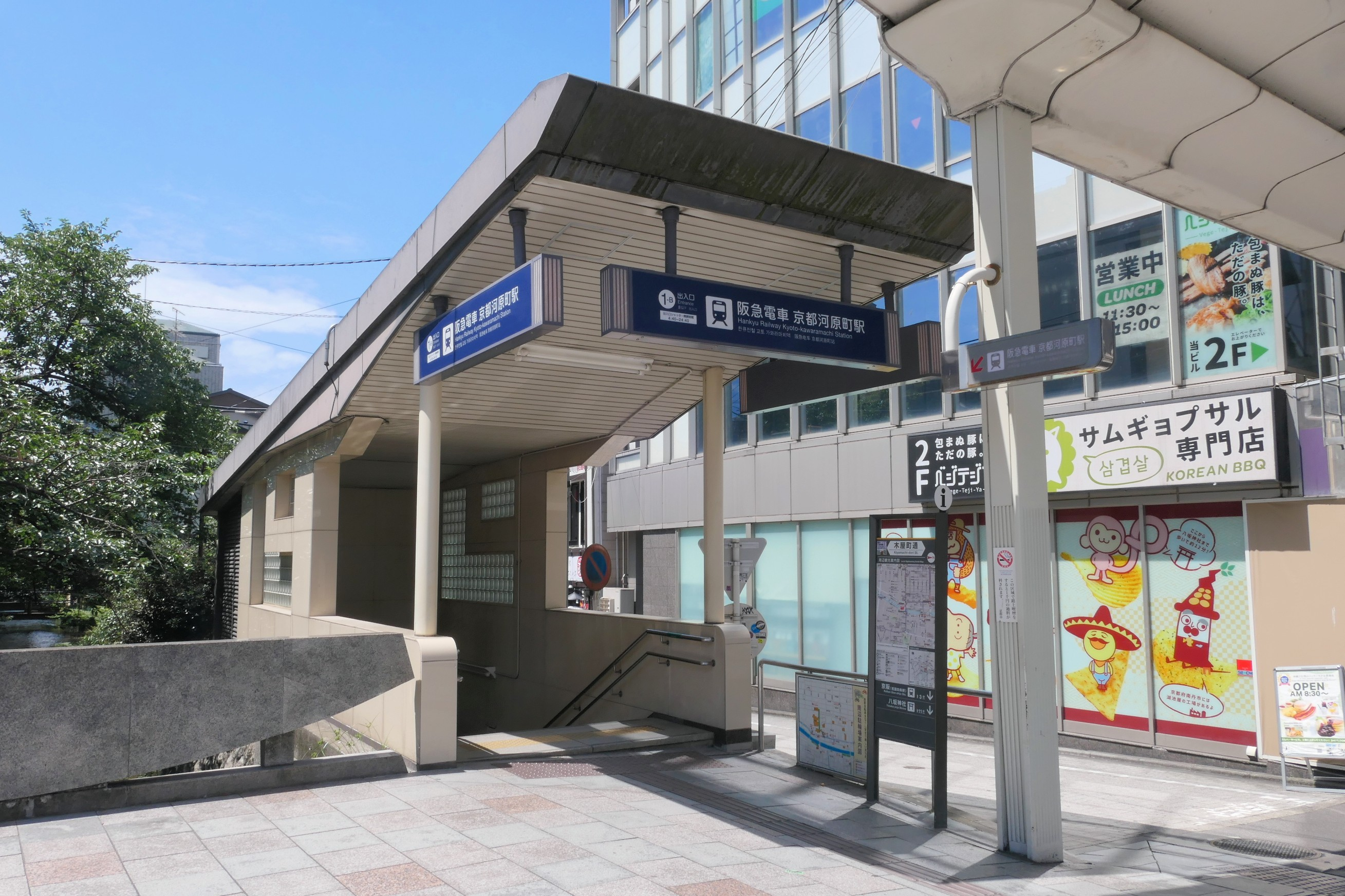
1B出入口
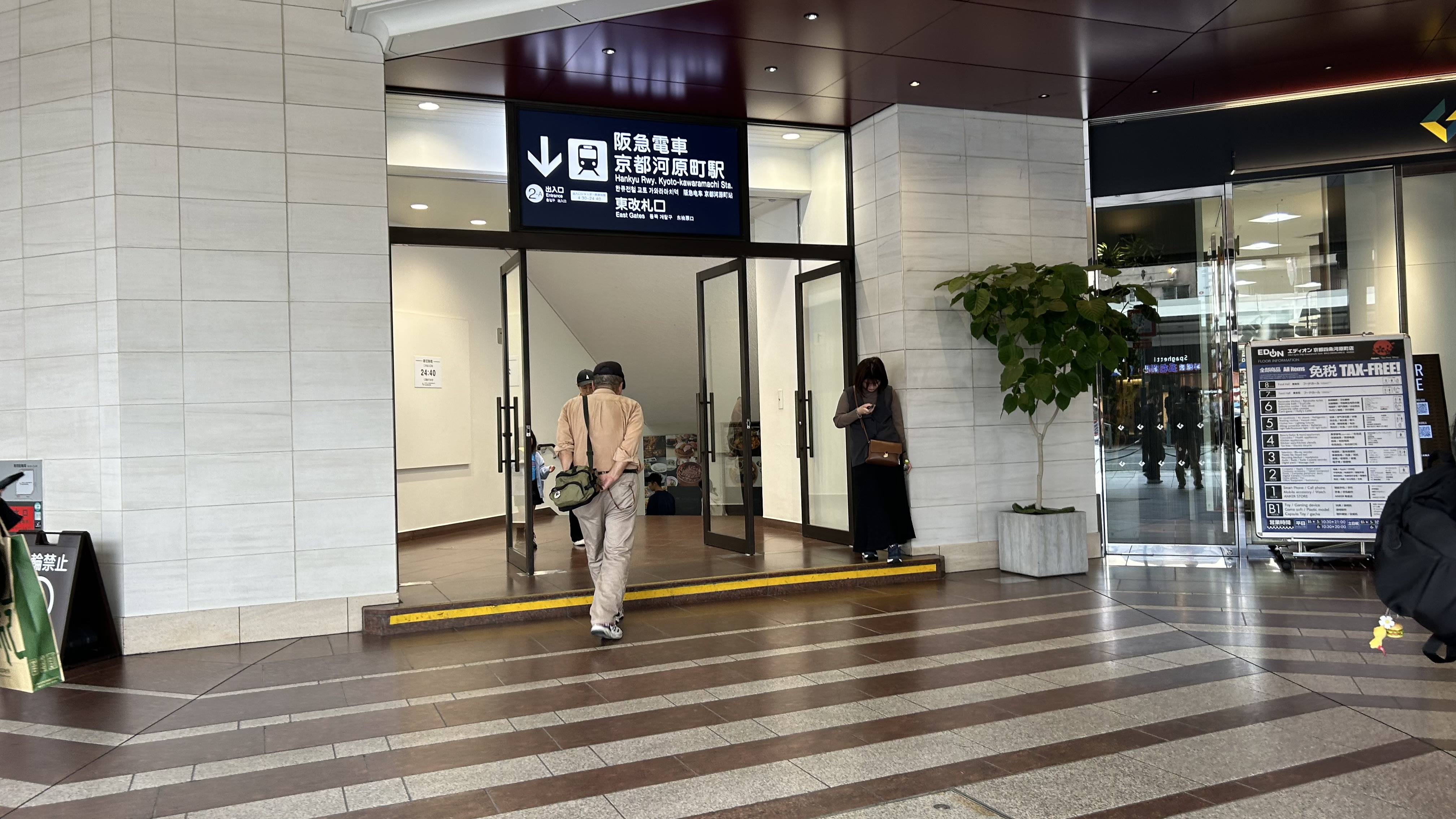
2A出入口
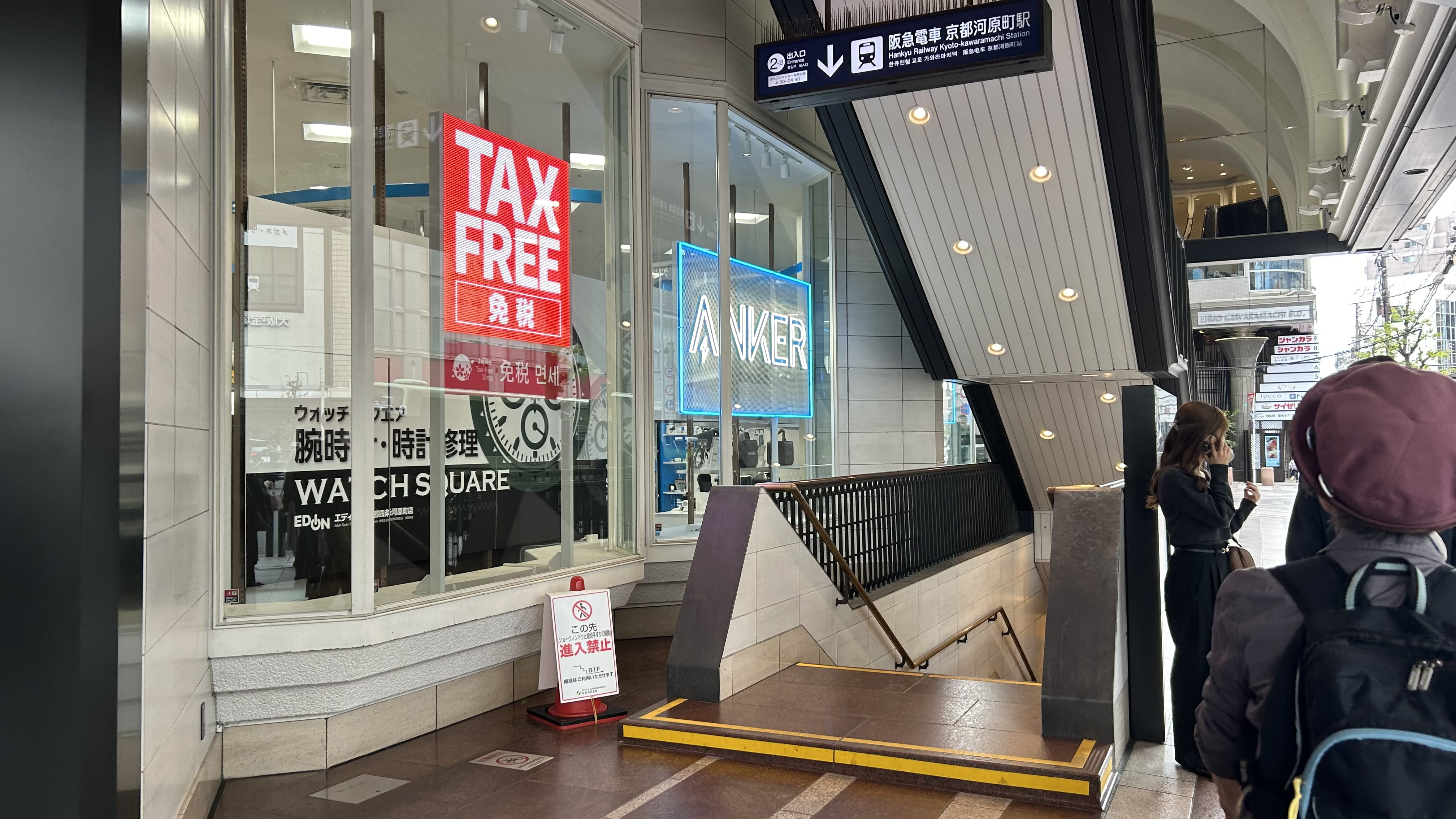
2B出入口
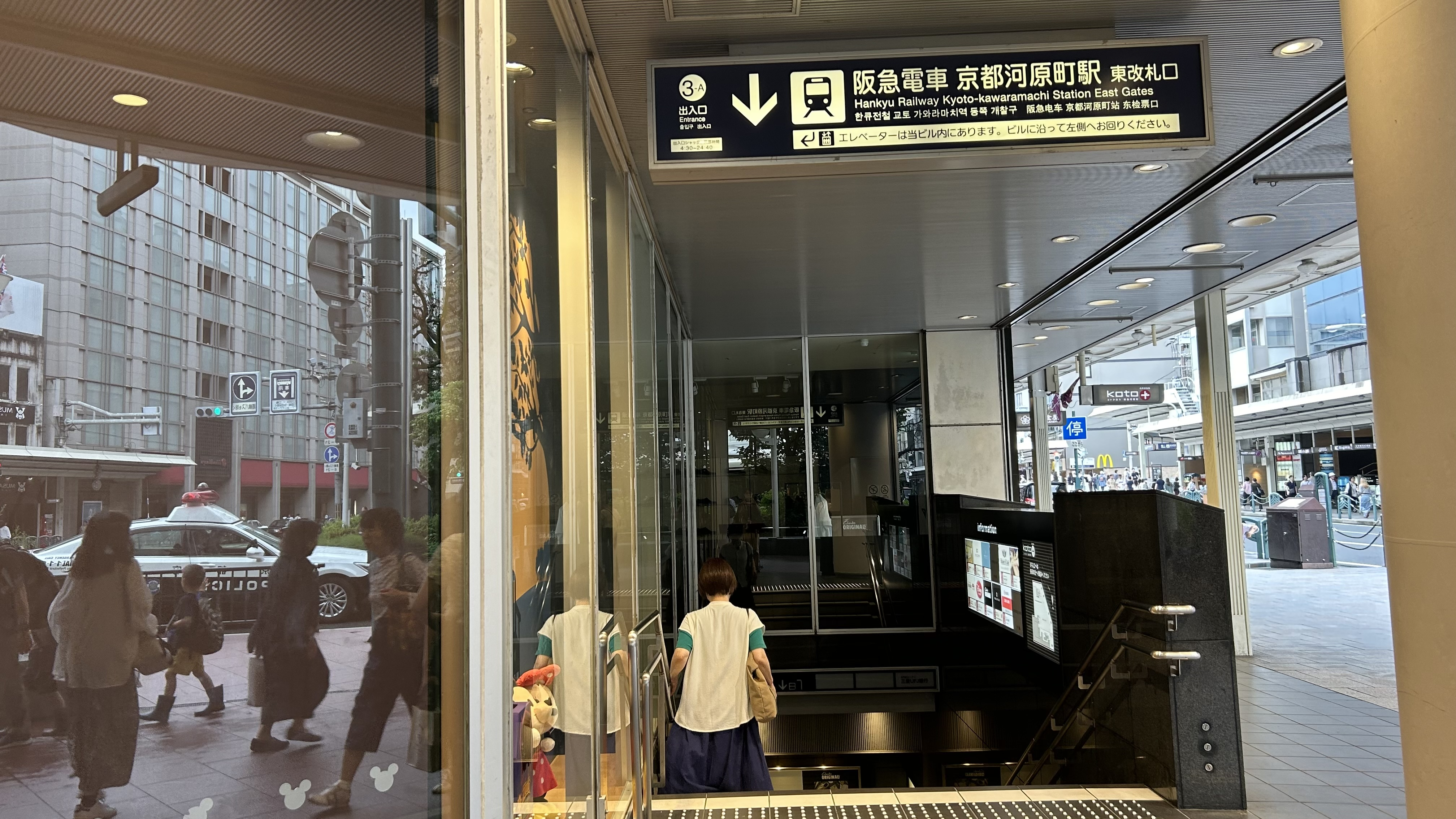
3A出入口
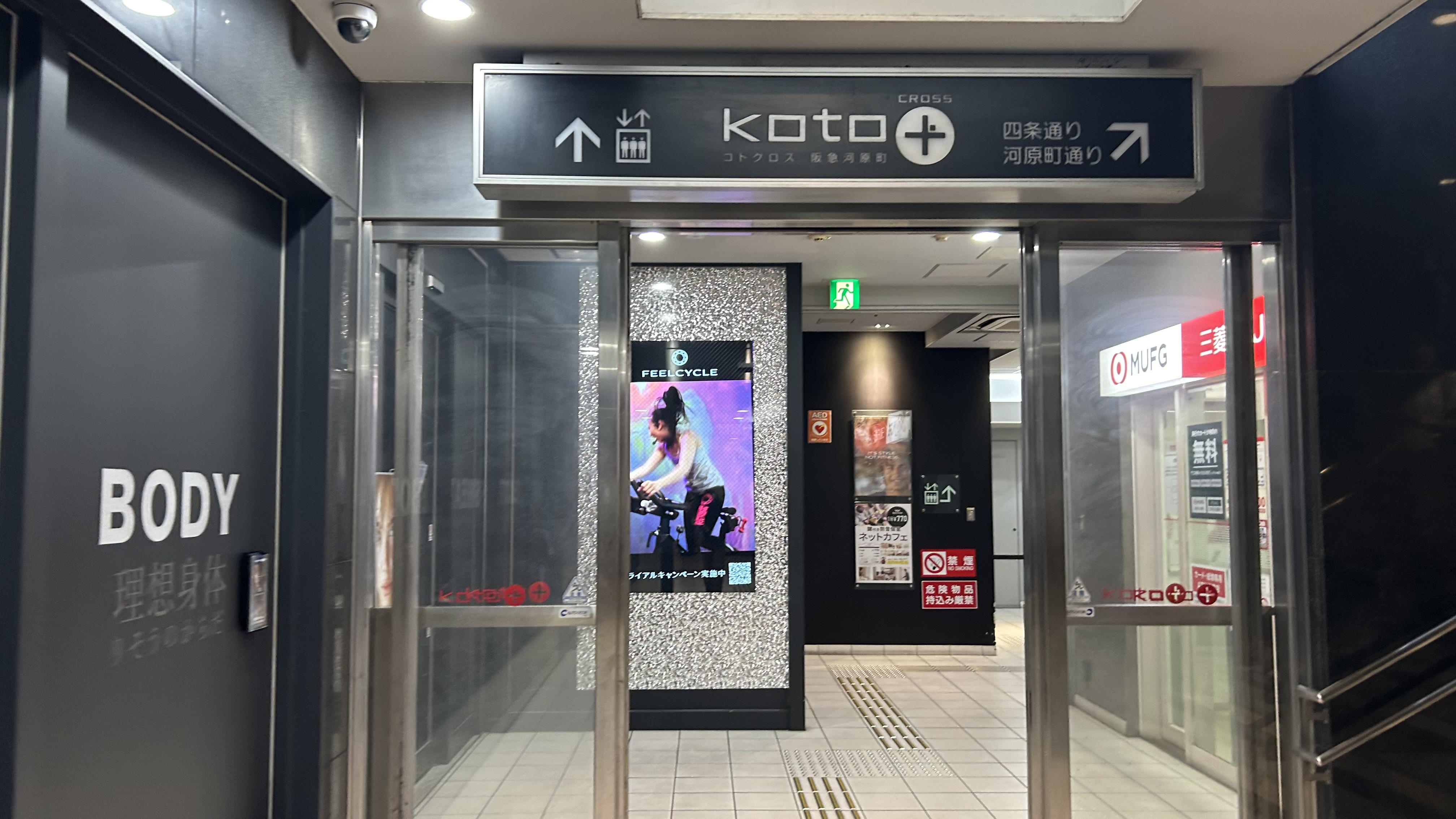
3B出入口
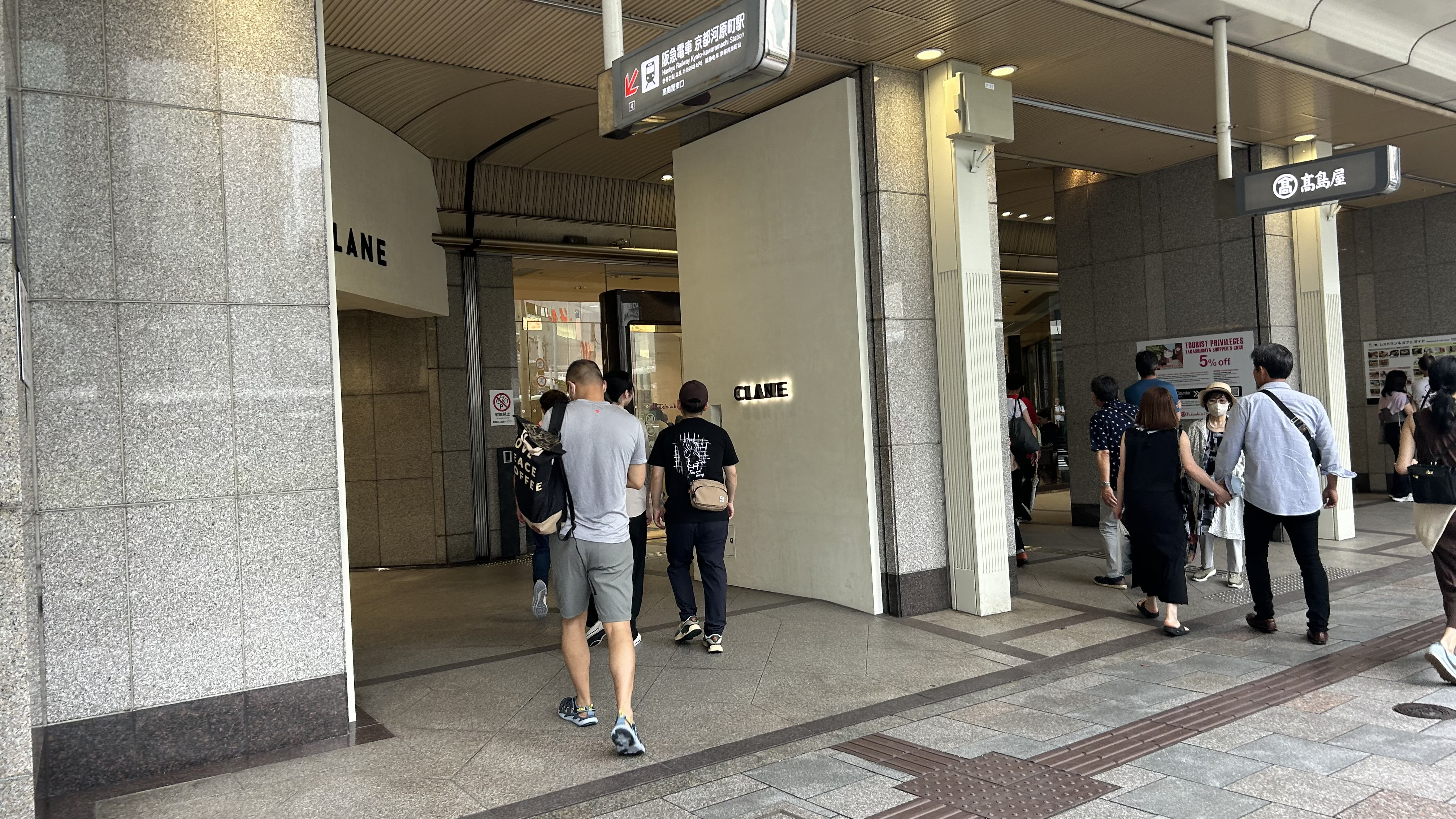
4番出入口
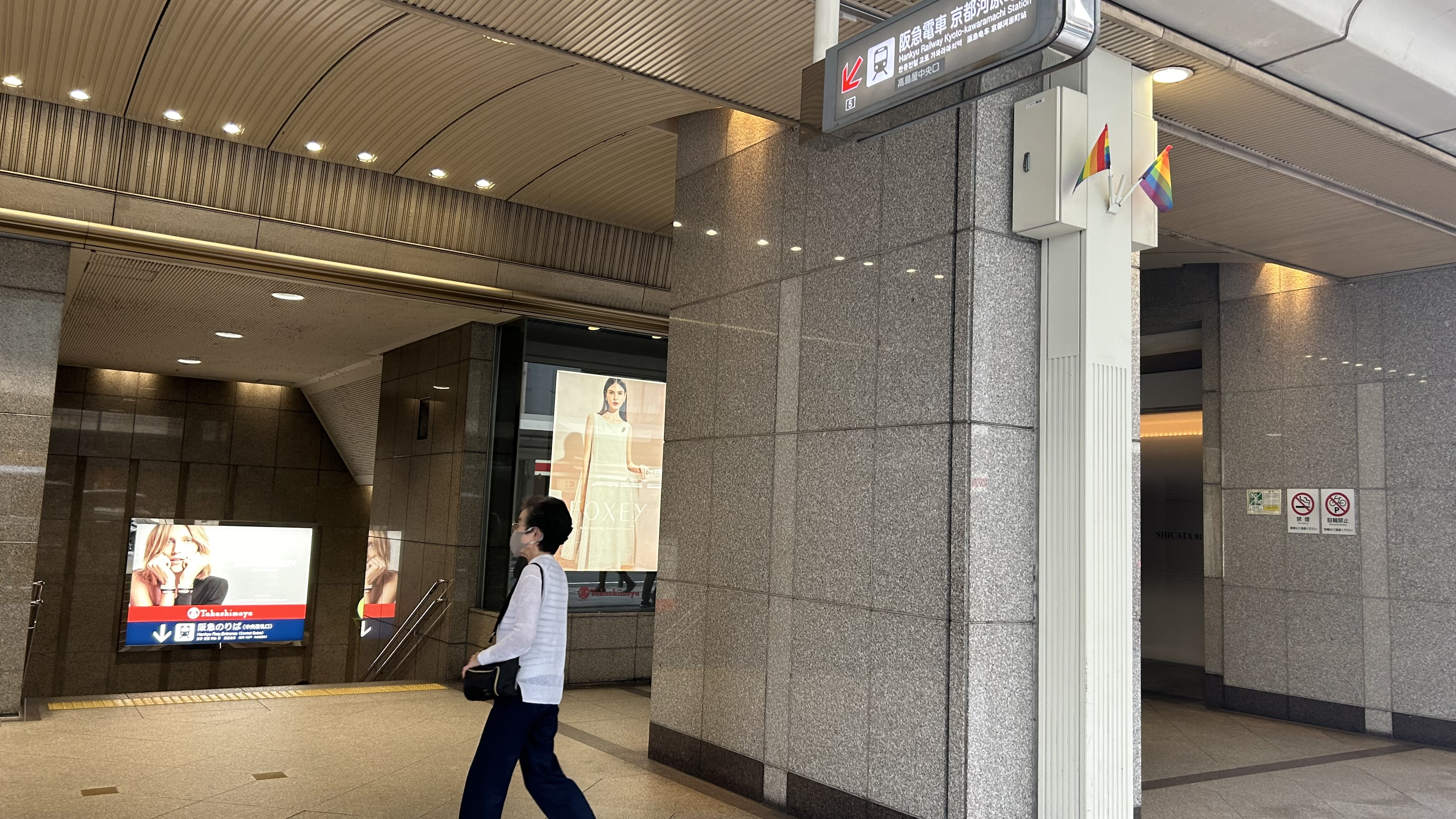
5番出入口
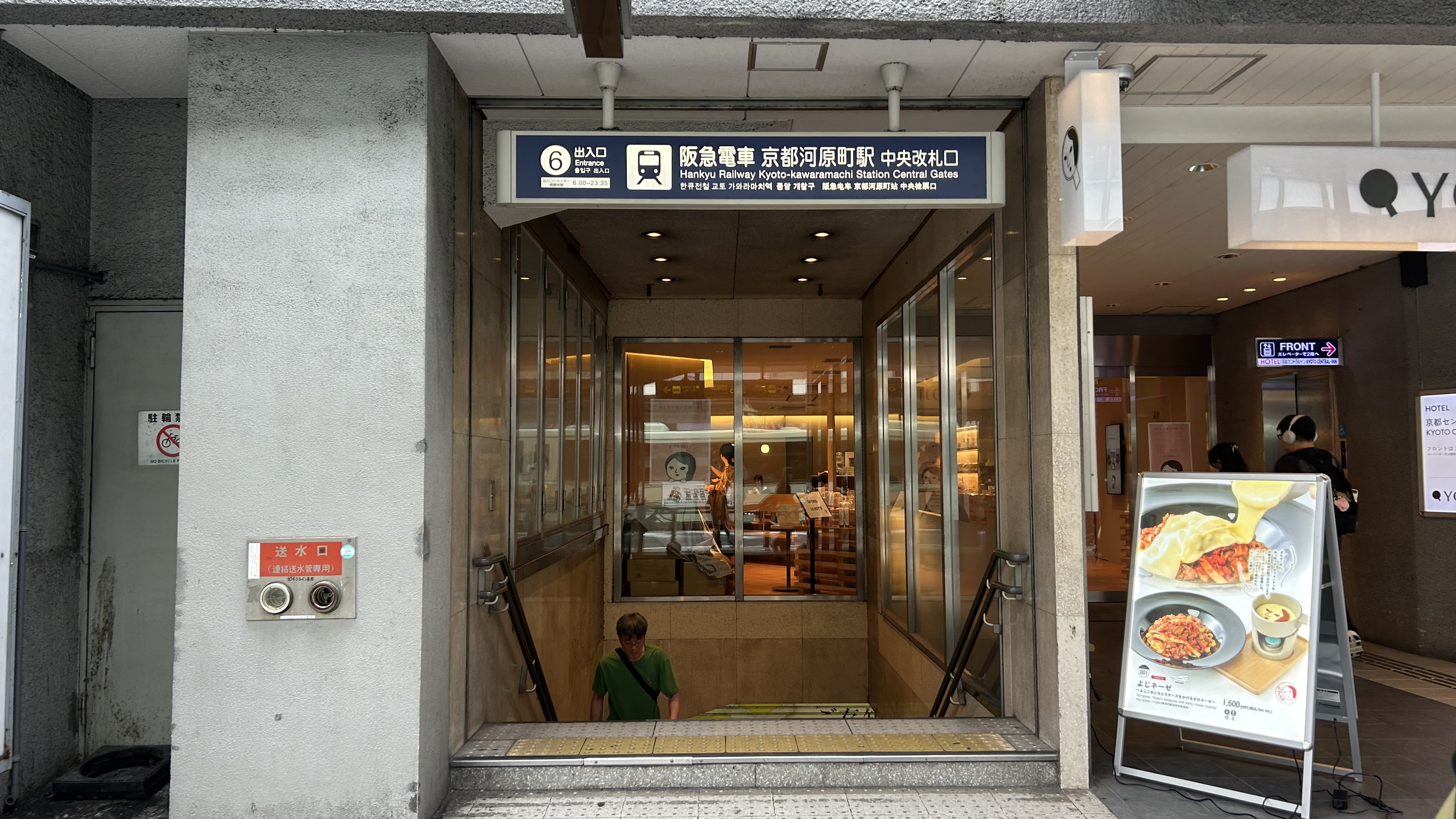
6番出入口
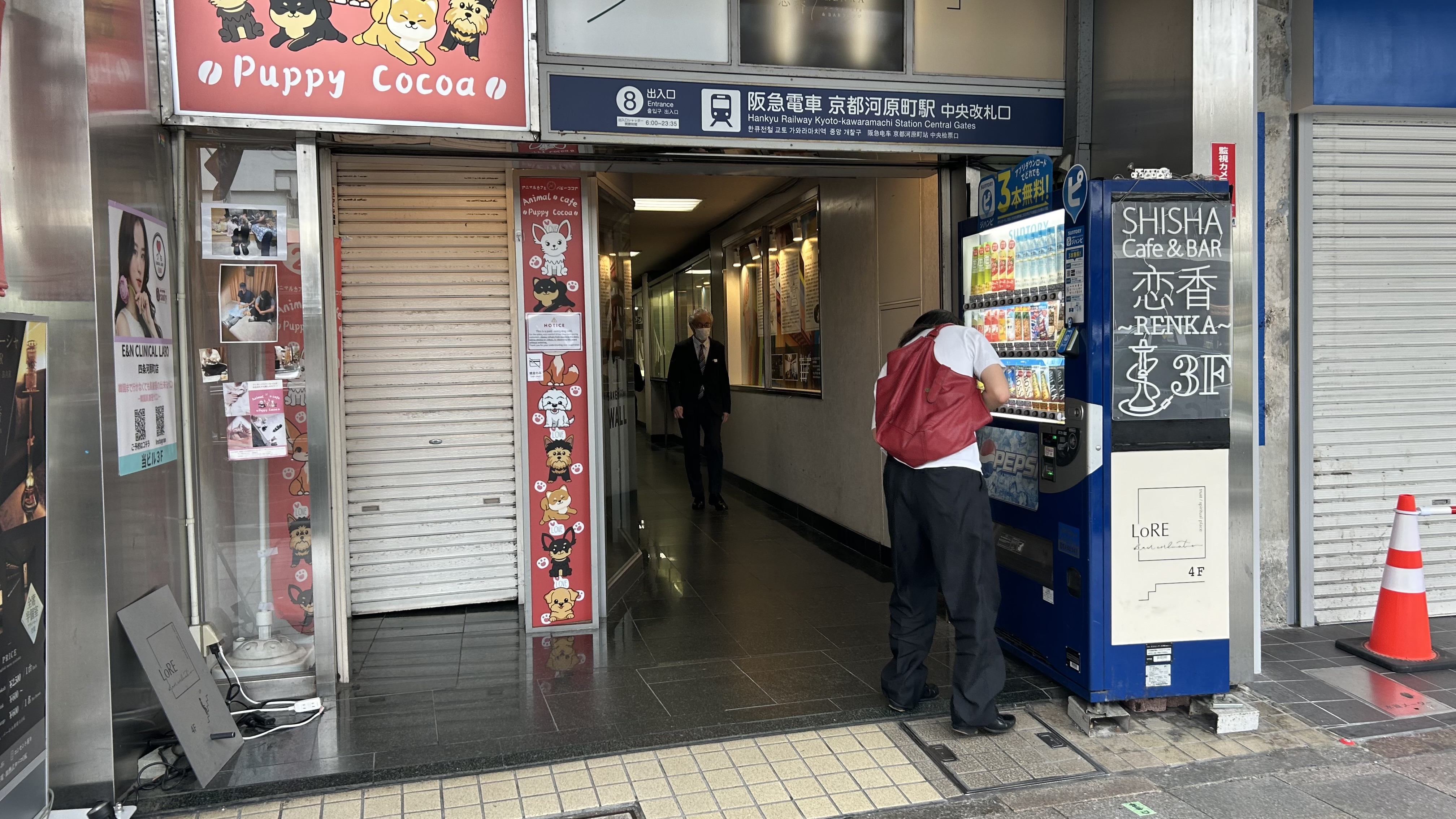
8番出入口
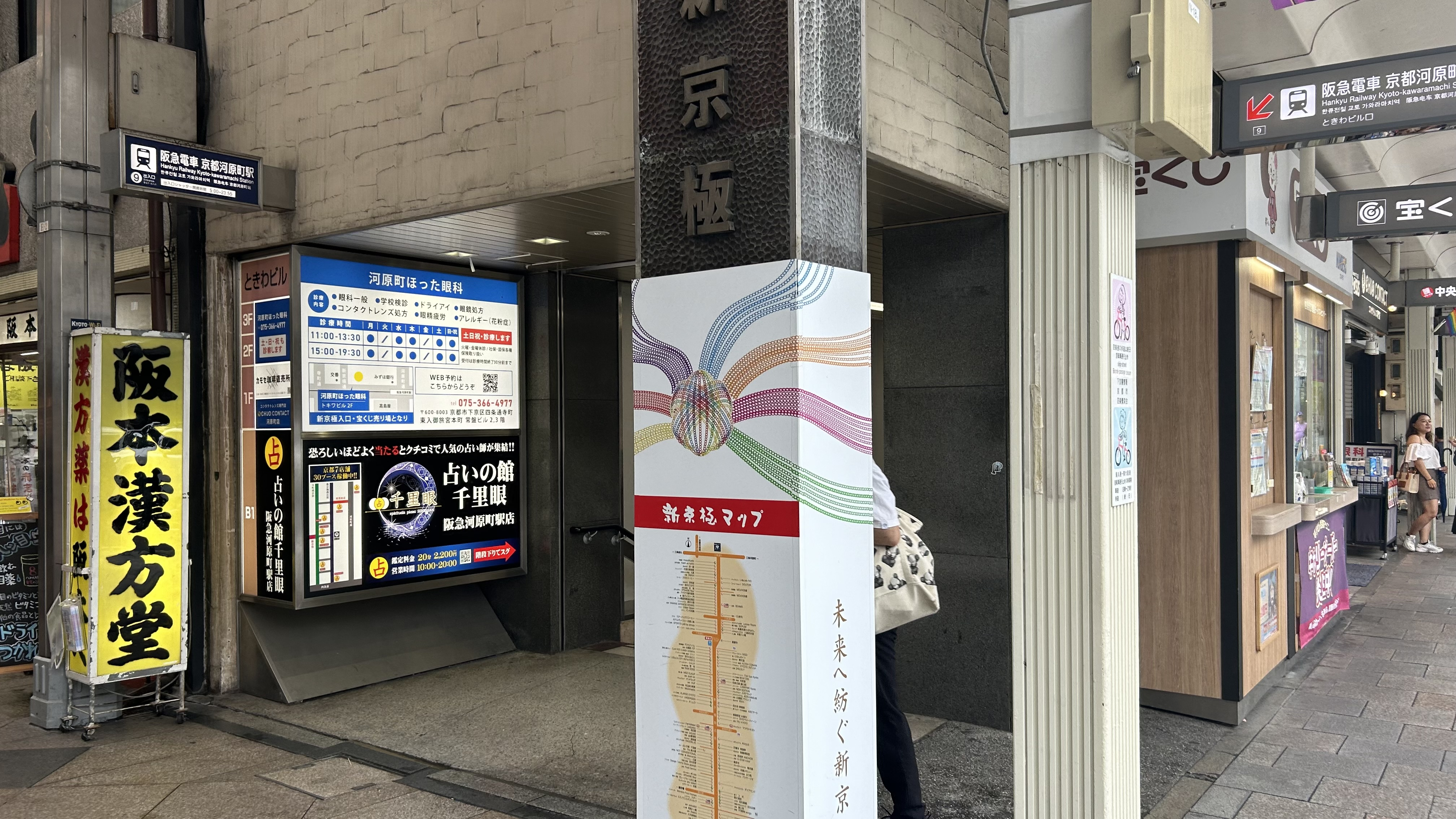
9番出入口
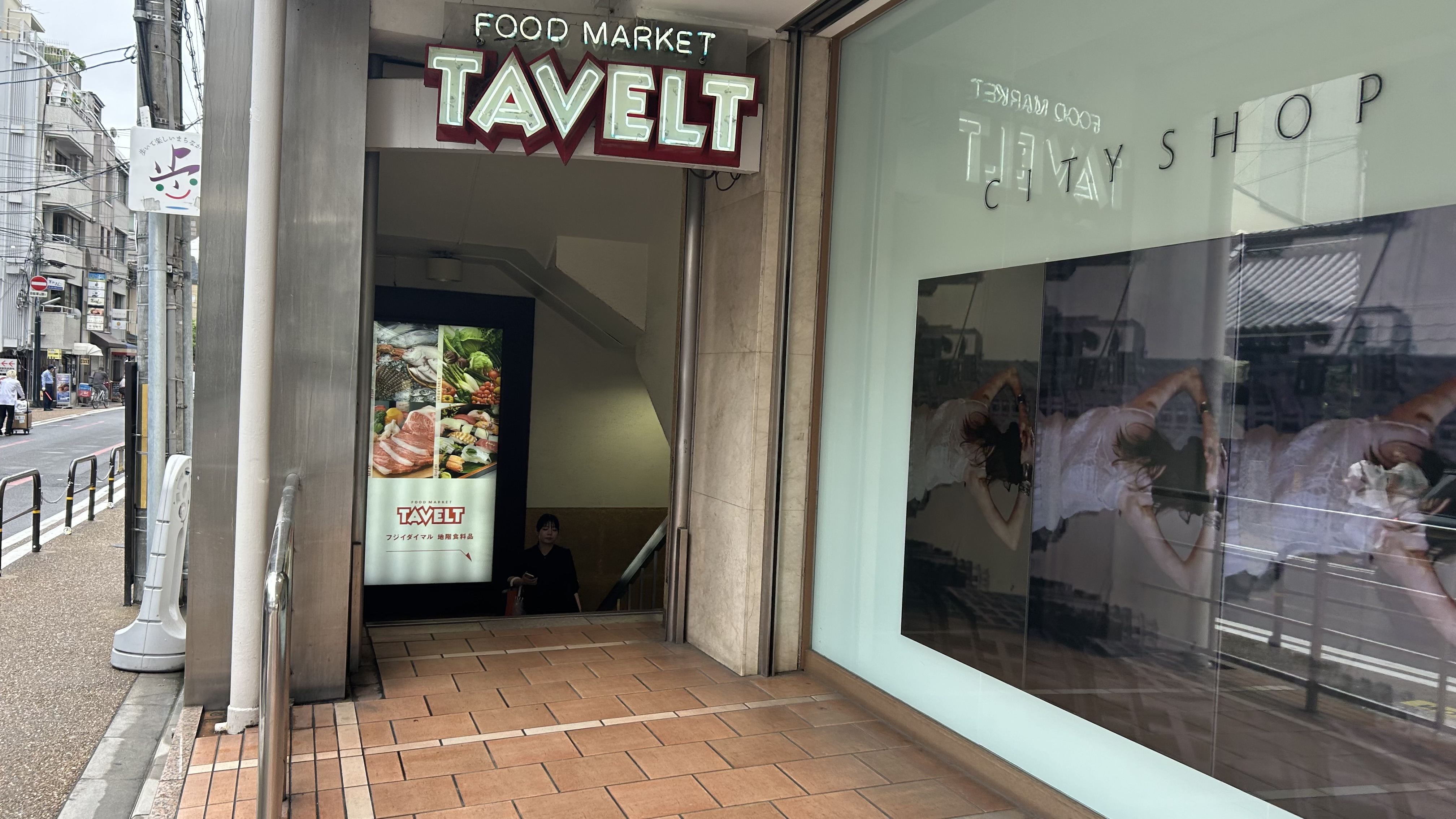
10番出入口
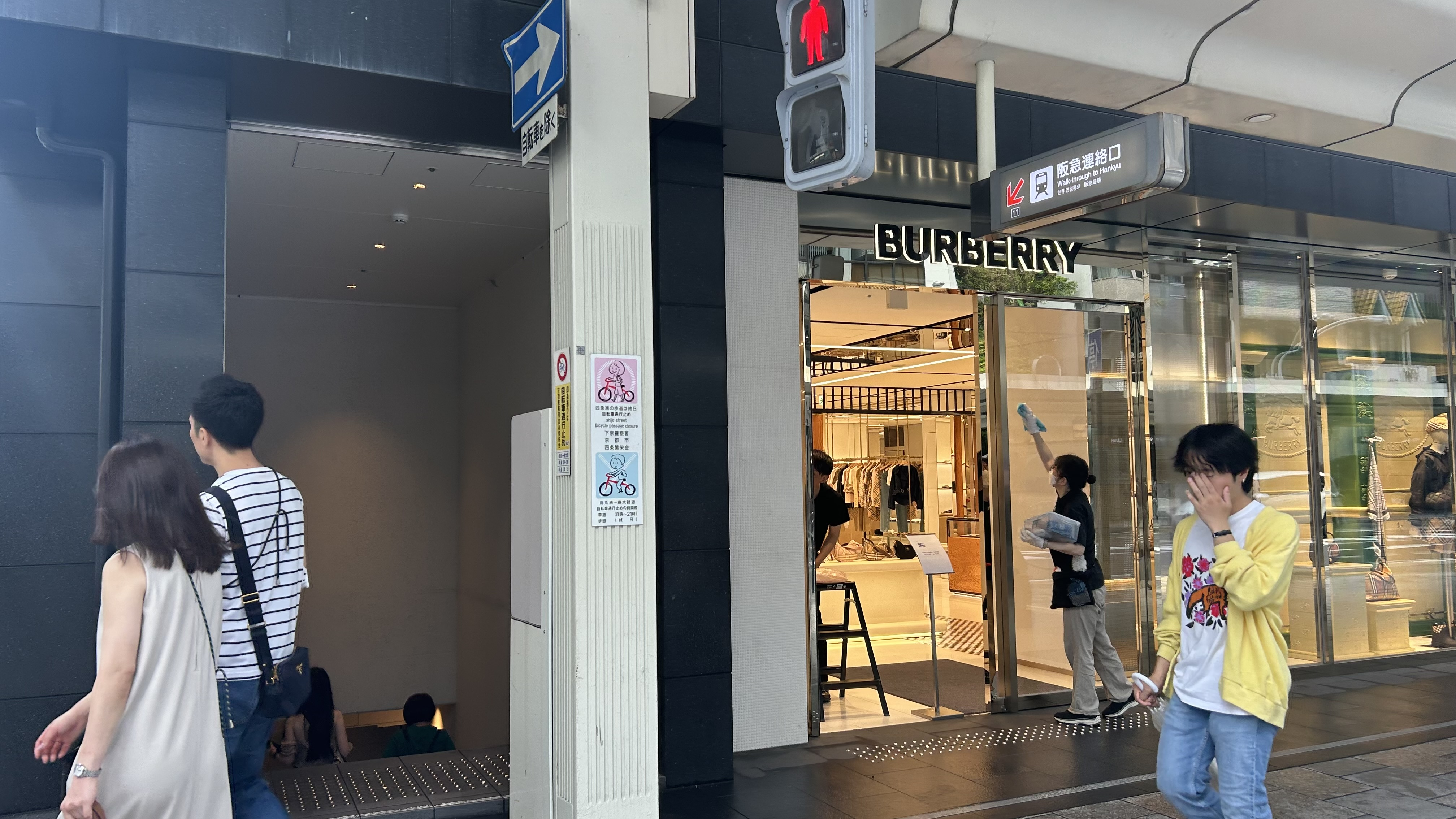
11番出入口
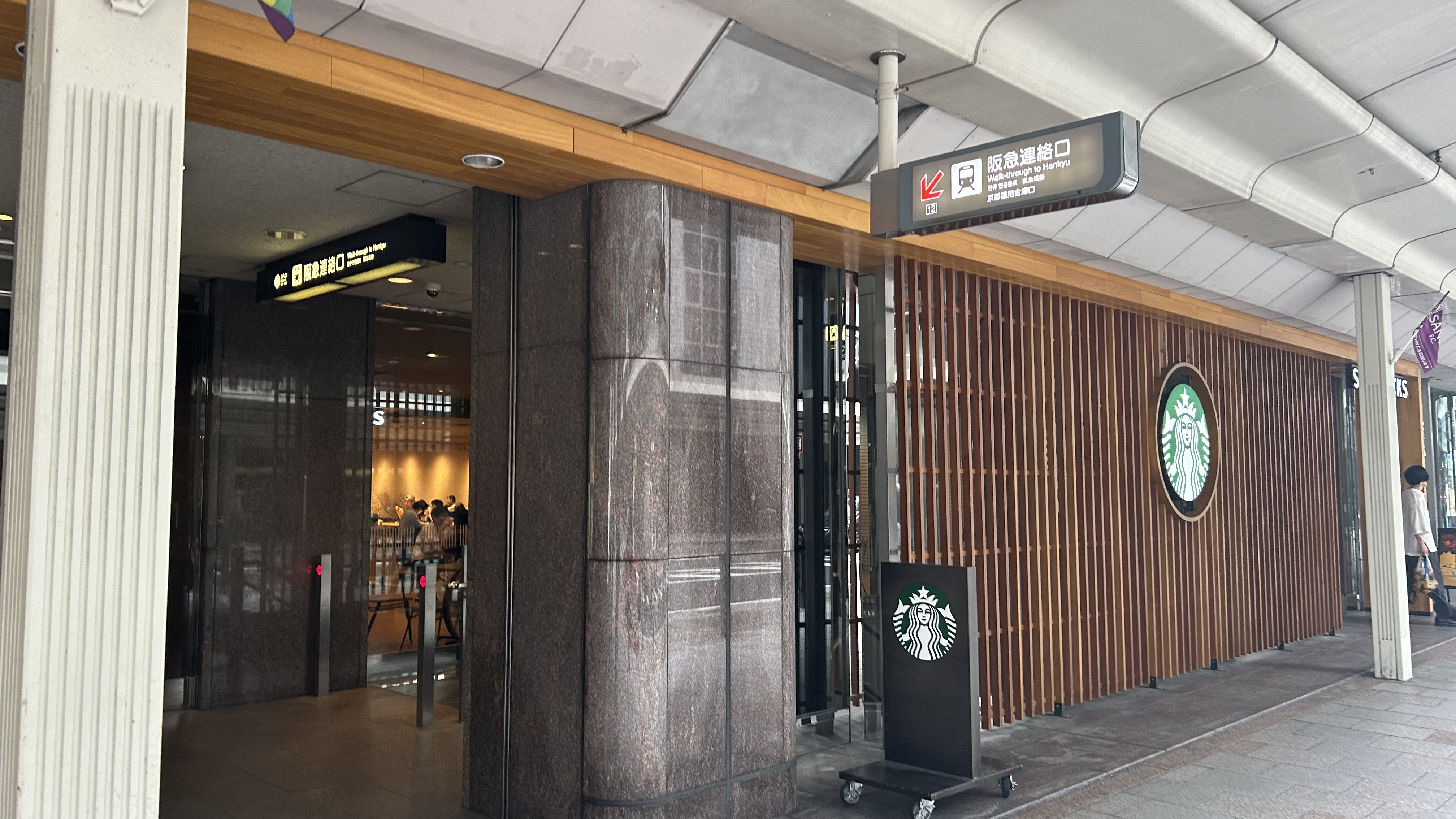
12番出入口

## 利用状況
2023年（令和5年）の通年平均乗降人員は66,194人である。阪急電鉄全線では大阪梅田駅・神戸三宮駅・西宮北口駅・烏丸駅に次ぐ第5位、京都線の駅の中では大阪梅田駅・烏丸駅に次ぐ第3位。阪急電鉄における京都市内の駅の中では京都市営地下鉄烏丸線の四条駅との乗り換え駅である烏丸駅に次いで2位である。
京都市の繁華街である四条河原町界隈だけでなく、当駅の東側の鴨川に架かる四条大橋を渡り祇園方面へ向かう者や京阪電車との乗り換え客も多い。

### 阪急電鉄HPより
各年次の乗降人員の推移は下表の通り。
年次別平均乗降人員が平日のみの数値で公表されていた時期は上記の駅に加え十三駅・一部年次のみ茨木市駅の数値も下回る6〜7位であったが、通年平均の値となって以降は新型コロナウイルスの影響を受けていた2020・2021年を除き5位となっている。行楽客が多い故に平日限定より通年平均（コロナ前のみ）の方が利用者が多くなる、阪急線内でも珍しい駅である。
| 年次               | 乗降人員 | 増減率 | 順位 | 出典       | 備考     |
| ------------------ | -------- | ------ | ---- | ---------- | -------- |
| 2016年（平成28年） | 77,488   |        | 5位  | [ 阪急 1 ] | [ 注 6 ] |
| 2017年（平成29年） | 78,477   | 1.3%   | 5位  | [ 阪急 2 ] |          |
| 2018年（平成30年） | 77,379   | -1.4%  | 5位  | [ 阪急 3 ] |          |
| 2019年（令和元年） | 78,595   | 1.6%   | 5位  | [ 阪急 4 ] |          |
| 2020年（令和02年） | 50,039   | -36.3% | 6位  | [ 阪急 5 ] |          |
| 2021年（令和03年） | 48,950   | -2.2%  | 6位  | [ 阪急 6 ] |          |
| 2022年（令和04年） | 58,113   | 18.7%  | 5位  | [ 阪急 7 ] |          |
| 2023年（令和05年） | 66,194   | 13.9%  | 5位  |            |          |

#### 平日限定データ
2007年から2015年までのデータは平日限定となっていた。全ての年度で乗車人員・降車人員ともに判明している。
| 年次               | 乗車人員 | 降車人員 | 乗降人員 | 増減率 | 順位 | 出典        |
| ------------------ | -------- | -------- | -------- | ------ | ---- | ----------- |
| 2007年（平成19年） | 34,904   | 32,180   | 67,084   |        | 6位  | [ 阪急 8 ]  |
| 2008年（平成20年） | 34,737   | 31,787   | 66,524   | -0.8%  | 7位  | [ 阪急 9 ]  |
| 2009年（平成21年） | 34,289   | 31,282   | 65,571   | -1.4%  | 6位  | [ 阪急 10 ] |
| 2010年（平成22年） | 33,944   | 31,030   | 64,974   | -0.9%  | 7位  | [ 阪急 11 ] |
| 2011年（平成23年） | 34,077   | 31,159   | 65,236   | 0.4%   | 7位  | [ 阪急 12 ] |
| 2012年（平成24年） | 34,518   | 31,407   | 65,925   | 1.1%   | 6位  | [ 阪急 13 ] |
| 2013年（平成25年） | 34,728   | 31,660   | 66,388   | 0.7%   | 6位  | [ 阪急 14 ] |
| 2014年（平成26年） | 35,390   | 32,143   | 67,533   | 1.7%   | 6位  | [ 阪急 15 ] |
| 2015年（平成27年） | 36,438   | 33,238   | 69,676   | 3.2%   | 6位  | [ 阪急 16 ] |

### 府・市の統計書より
各年の利用状況は下表の通り。府の統計書では各年度の乗車人員が、市の統計書では各年次の乗車人員・降車人員が公表されている。
それぞれのデータ（単位：千人）を日数で除した数値を記載している。
四条通の北側、御池通に東西線が開業した影響で1990年代後半から2000年代にかけて乗降人員の減少が続いた。
一貫して乗車人員が降車人員を上回る傾向がある。
| 年度/年次          | 各年度 乗車人員 | 各年次 乗降人員 | 出典          |
| ------------------ | --------------- | --------------- | ------------- |
| 1991年（平成03年） | 60,896          | -               | [ 京都府 1 ]  |
| 1992年（平成04年） | 59,786          | -               | [ 京都府 2 ]  |
| 1993年（平成05年） | 57,317          | -               | [ 京都府 3 ]  |
| 1994年（平成06年） | 55,707          | -               | [ 京都府 4 ]  |
| 1995年（平成07年） | 54,382          | -               | [ 京都府 5 ]  |
| 1996年（平成08年） | 76,997          | -               | [ 京都府 6 ]  |
| 1997年（平成09年） | 49,312          | 100,474         | [ 京都府 7 ]  |
| 1998年（平成10年） | 48,123          | 88,332          | [ 京都府 8 ]  |
| 1999年（平成11年） | 47,415          | 89,981          | [ 京都府 9 ]  |
| 2000年（平成12年） | 45,857          | 88,607          | [ 京都府 10 ] |
| 2001年（平成13年） | 40,473          | 78,534          | [ 京都府 11 ] |
| 2002年（平成14年） | 38,430          | 75,937          | [ 京都府 12 ] |
| 2003年（平成15年） | 38,060          | 73,592          | [ 京都府 13 ] |
| 2004年（平成16年） | 37,372          | 72,221          | [ 京都府 14 ] |
| 2005年（平成17年） | 38,673          | 73,597          | [ 京都府 15 ] |
| 2006年（平成18年） | 37,890          | 72,838          | [ 京都府 16 ] |
| 2007年（平成19年） | 39,538          | 75,285          | [ 京都府 17 ] |
| 2008年（平成20年） | 43,331          | 81,320          | [ 京都府 18 ] |
| 2009年（平成21年） | 35,947          | 72,345          | [ 京都府 19 ] |
| 2010年（平成22年） | 35,410          | 68,170          | [ 京都府 20 ] |
| 2011年（平成23年） | 35,025          | 66,963          | [ 京都府 21 ] |
| 2012年（平成24年） | 36,860          | 69,923          | [ 京都府 22 ] |
| 2013年（平成25年） | 38,342          | 72,710          | [ 京都府 23 ] |
| 2014年（平成26年） | 37,299          | 71,042          | [ 京都府 24 ] |
| 2015年（平成27年） | 39,508          | 74,645          | [ 京都府 25 ] |
| 2016年（平成28年） | 41,621          | 78,561          | [ 京都府 26 ] |
| 2017年（平成29年） | 44,751          | 84,521          | [ 京都府 27 ] |
| 2018年（平成30年） | 42,203          | 80,268          | [ 京都府 28 ] |
| 2019年（令和元年） | 42,079          | 80,074          | [ 京都府 29 ] |
| 2020年（令和02年） | 30,242          | 57,718          | [ 京都府 30 ] |
| 2021年（令和03年） | 27,683          | 52,725          | [ 京都府 31 ] |
| 2022年（令和04年） | 34,162          | 64,816          | [ 京都府 32 ] |

## 駅周辺

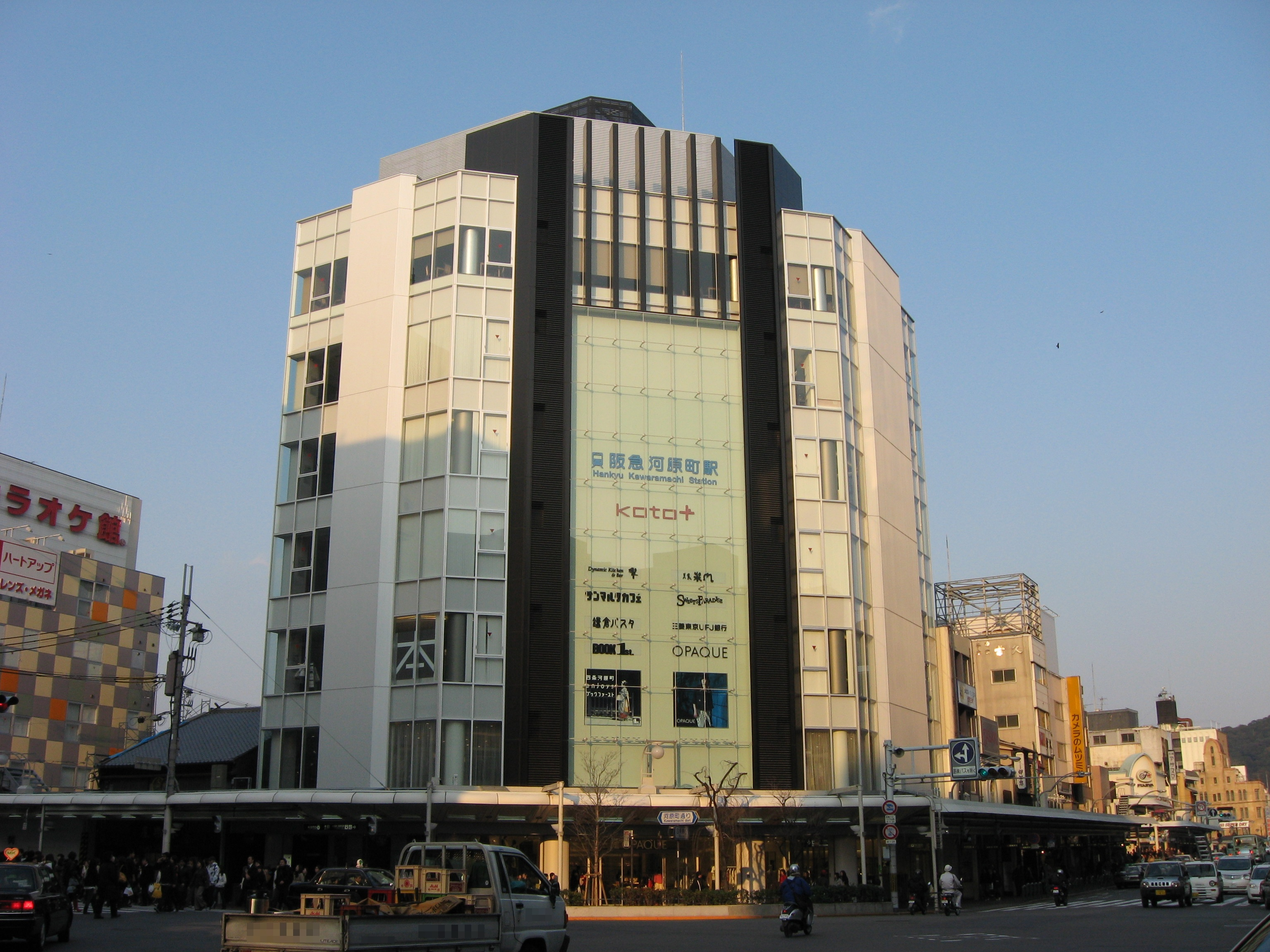
地下一階が駅に直結しているコトクロス阪急河原町

## 隣の駅
阪急電鉄
■京都本線
■快速特急・■特急・■通勤特急・■準特急・■急行・■準急・■普通
烏丸駅 (HK-85) - 京都河原町駅 (HK-86)

### 記事本文